# Return to Silent Hill
Pour les articles homonymes, voir Silent Hill.
Série
Silent Hill: Revelation 3D
(2012)
Pour plus de détails, voir Fiche technique et Distribution.
Retour à Silent Hill (Return to Silent Hill) est un film d'horreur multinational réalisé par Christophe Gans et dont la sortie est prévue en 2026. Il s'agit d'une adaptation du jeu vidéo Silent Hill 2 et le troisième film basé sur la série de jeux vidéo du même nom. Déjà à l’œuvre du film de 2006, Christophe Gans réalise et coécrit ce reboot.

## Synopsis
James Sunderland a eu le cœur brisé après la mort de sa femme. Il reçoit aujourd'hui une mystérieuse lettre de sa part. Cela l'amène dans la ville de Silent Hill. Alors qu'il pense pouvoir retrouver son âme sœur, il découvre qu'une force malveillante inconnue règne sur la ville. James va par ailleurs croiser des personnages terrifiants, qui lui seront parfois familiers. Entre cauchemars et réalité, James va tout faire pour retrouver celle qu'il aime.

## Fiche technique
Sauf indication contraire, les informations mentionnées dans cette section peuvent être confirmées par la base de données cinématographiques IMDb,  présente dans la section « Liens externes ».
- Titre original : Return to Silent Hill
- Titre français : Retour à Silent Hill[2]
- Réalisation : Christophe Gans
- Scénario : Christophe Gans, Sandra Vo-Anh et Will Schneider, d'après le jeu vidéo Silent Hill 2
- Musique : Akira Yamaoka
- Direction artistique : David Ratajczak
- Décors : Jovana Mihajlovic
- Costumes : Momirka Bailovic
- Photographie : Pablo Rosso
- Montage : Sébastien Prangère
- Production : Victor Hadida, Molly Hassell, John Jencks, Alexa Seligman, Jay Taylor et David M. Wulf

Coproducteurs : Philipp Kreuzer et Joe Neurauter
- Sociétés de production : Maze Pictures, Metropolitan Filmexport, Davis Films et The Electric Shadow Company[3] ; en association avec Ashland Hill Media Finance et Konami
- Société de distribution : Metropolitan Filmexport (France)[2]
- Budget : n/a
- Pays de production :  États-Unis,  Royaume-Uni,  France,  Allemagne,  Serbie
- Langue originale : anglais
- Format : couleur
- Genre : horreur, fantastique, thriller
- Durée : n/a
- Date de sortie[4] : Dates sujettes à modification
  - États-Unis : 23 janvier 2026
  - France : 4 février 2026[2]

## Distribution
- Jeremy Irvine : James Sunderland
- Hannah Anderson : Mary Sunderland / Maria
- Evie Templeton : Laura
- Pearse Egan : Eddie Dombrowski
- Roberto Campanella : Red Pyramid
- Emily Carding : Dara
- Eve Macklin : Kaitlyn
- Martine Richards : Claudette
- Howard Saddler : Cal
- Matteo Pasquini : un sans-abri
- Alana Maria : Mitzy
- Jasper Salon : le docteur

## Production

### Genèse et développement
En janvier 2020, Christophe Gans — réalisateur du Silent Hill (2006) — déclare en interview pour Allociné qu'il travaille à l'écriture de plusieurs dont un nouveau Silent Hill et Project Zero :

« J’ai deux projets de films d’horreur avec Victor Hadida. Je travaille sur l’adaptation du jeu vidéo Project Zero. Le film se passera au Japon. Je ne veux surtout pas déraciner le jeu par rapport à son cadre de maison hantée japonaise. Et on travaille également sur un nouveau Silent Hill. Le projet sera toujours ancré dans cette ambiance de petite ville américaine, ravagée par le puritanisme. Je pense qu’il est temps d’en faire un nouveau. »

— Christophe Gans - Allociné, janvier 2020
Le cinéaste précise plus tard que ce 3e film ne sera la suite des films Silent Hill (2006) et Silent Hill: Revelation 3D (2012) et que sa sensibilité a évolué depuis la sortie du premier film. Il a décrit par ailleurs la série comme une anthologie similaire à The Twilight Zone, un endroit où n'importe quelle histoire pourrait être racontée, et destinée à dépeindre un côté plus psychanalytique de la ville.
Christophe Gans coécrit le scénario avec Sandra Vo-Anh et Will Schneider et s'inspire du jeu Silent Hill 2 (2001). En septembre 2022, Christophe Gans déclare en interview avoir fini les storyboards pour lesquels il s'est en partie inspiré de P.T., la démo teaser du jeu annulé Silent Hills. En octobre 2022, le film est officiellement validé et le titre Return to Silent Hill est révélé. Le réalisateur collabore par ailleurs avec Konami pour l'esthétique du film notamment des monstres.

### Attribution des rôles
Jeremy Irvine et Hannah Anderson sont annoncés en mars 2023.

### Tournage
Le tournage débute en avril 2023,. Il se déroule en Allemagne, notamment à Munich, Penzing, Nuremberg et près du lac Ammer,. La production obtient une participation d'un million d'euros du FilmFernsehFonds Bayern (en) chargé de promouvoir la Bavière.
Dans une interview de février 2025, Christophe Gans déclare qu'il a « terminé le film il y a dix jours » alors qu'il « était censé être terminé en avril 2024, mais à cause des producteurs exécutifs, il a traîné et je l'ai terminé en janvier ».

## Sortie
En mai 2025, il est annoncé que Cineverse (en) a acquis les droits de distribution américains. Le label Bloody Disgusting de Cineverse et Iconic Events (en) sont également en partenariat pour la sortie, prévue sur le sol américain le 23 janvier 2026.